# すこあら!
『すこあら!』は、三ツ雪柚菜による日本の4コマ漫画作品。『まんが4コマKINGSぱれっと』（一迅社）誌上で連載されていた。

## 概要
ゲーム好きの少女とゲーセンの娘、そして令嬢がゲームを通じて友情を深める4コマ作品。あらゆるジャンルのゲームがネタになっていることが最大の特徴である。
作者にとって、初のオリジナル・初の連載であった。『まんが4コマKINGSぱれっと』の創刊号から途中数度の休載を経て、2010年3月号まで連載された。単行本は全2巻。

## 登場人物
天取こあら
自他共に認める重度のゲーマーの高校1年生。クラスは1年C組。
実家が寺で、後を継ぐことになっている。
ゲームが生きがいだが、ゲームを封印されるとその集中力を他のことに向けることも可能。
レゲーから最新に至るまで、家庭用・ゲーセンを問わずありとあらゆるゲームに精通している。
また、パワーグローブと思われるコントローラーを改造して使うなどゲームに対する情熱は凄まじいものがある。
当然、実力も高く、格闘ゲームでは挑戦者が長蛇の列を作り、『スーパーマリオブラザーズ』と思われるゲームも2時間でノーミスクリアする。
猫が苦手であったが、捨て猫を飼うことになり、トラウマを克服した。
祖母に買ってもらったゲームと、こあらがゲームをしていると祖母が喜んでくれることがきっかけでゲーム好きとなる。
みずほのゲーセンにTVの取材が来た際にプロデューサーの目に留り、攻略DVDへの出演やキャラクターグッズまで作成された。
ルーの留学終了時に一緒に渡米し、ルーの父の会社の専属プロゲーマーとなる。
渡米後はネットゲームを通じてみんなと交流している。
2巻あとがきにて渡米から半年で「敵がいなくなったのであきました」ということで、日本に戻ってきた。
高山みずほ
こあらのクラスメイトで、ゲーセンの娘。通称みぽりん。
学校が終わるとゲーセン店員として働いている。
ただでさえ家計は火の車の上、父親が無断で高価な筺体を導入する、おまけに父にコスプレをさせられるなどのため気苦労が絶えない日々。
そのためか、ゲームの筺体をキャスターをロックしたまま動かしても気がつかないほどの力を付けている。
進路は看護士を目指している。
実は勉強がものすごく苦手で、1学期の期末試験は追試も赤点だった。
蜂田紗璃奈
蜂田財閥の令嬢で容姿端麗・頭脳明晰。
1年生にして次期生徒会長確実と噂されるほど人望もある。
学校では眼鏡をかけ、標準語で話すが、プライベートではメガネをはずし、大阪弁を使う。
当初はゲームに興味が無かったものの、こあらたちとゲームをするうちにゲーマーになっていった。
裏で「女王蜂」と呼ばれ、怖がられている上に分かりやすいツンデレであり、こあらやみずほに誘われると嬉しさを隠せず、逆に冷たくされると涙を流すほど。
しかし、こあらたちに背中を押される形で周囲とも関わりを持つようになっていく。
また、非常に可愛い物好きで、特に「くーまん」のファン。
怪談などのホラーが大の苦手。
ルーシア・ブラウン
アメリカからの留学生で、こあらとはそれ以前からネットゲームで知り合いであった。通称「ルー」。
こあらの夫。
留学中はこあらの家に下宿している。
天真爛漫で、いつのまにか寝てしまったり、裸や着替えの途中で走り回ることもある。
父親が日本でお有名なゲーム会社の社長で、彼女自身も天才プログラマと呼ばれるほど。
そのため、こあらとの結婚記念日にはゲームを自作してプレゼントした。
鴨乃橋桃
こあらの音ゲーのライバルの関西人。通称「かもりん」。
こあらたちより1つ年上。
ギャルゲー脳。
ドジっ娘の上、方向音痴で常に迷子になる。
普段はおっとりとしたドジっ娘だが、ゲームをする際は別人のようになる。
関東の音大に通うことが決まっており、みずほのゲーセンでバイトをすることになる。
高山貞吉
みずほの父でゲーセンの店長。
娘に断りもなく筺体の購入や売却を行ったり借金をしたり、娘にコスプレをさせる等かなり自由な人。
実はネカマ。
天取弥生
こあらの母で、非常に優しく神様と崇められる一方、本性を知った人からは「外道」と呼ばれる両極端な人。
相当なドSで、“お仕置き”や“修行”を与えるのが大好き。
彼女の修行の体験を経験したこあらの友人はそれっきり家に来なくなってしまう。

## 単行本
一迅社より「4コマKINGSぱれっとコミックス」として刊行されている。
1. 2008年4月15日発行 ISBN 978-4-7580-8009-5
2. 2010年5月5日発行 ISBN 978-4-7580-8078-1